# Sak Sutsakhan
Sak Sutsakhan (8 de febrero de 1928 - 29 de abril de 1994) fue un político y general camboyano que tuvo una larga carrera en la política del país. Fue el último jefe de Estado de la República Jemer, régimen derrocado por los Jemeres rojos en 1975. Sutsakhan formó un ejército pro-estadounidense conocido como los "Khmer Sâ" (Jemeres Blancos).

## Primeros años
Sutsakhan nació en Battambang. Fue primo de Nuon Chea, quién más tarde pasaría a ser un miembro destacado de los Jemeres rojos. Estudió en la Academia Militar Real y la Escuela de Estado Mayor de Francia en París; su carrera posterior con el pequeño ejército camboyano, las Fuerzas Armadas Reales Jemer (FARK) dio lugar a su rápido ascenso, y bajo el régimen Sangkum del Príncipe Norodom Sihanouk, se convirtió en el ministro de defensa más joven del mundo en 1957, a la edad de 29 años.

## La República Jemer
Tras el golpe de Estado en 1970, en el cual Sihanouk fue depuesto por el general Lon Nol, Sutsakhan continuó su carrera en el ejército, ahora rebautizado como las Fuerzas Armadas Nacionalistas Jemer (FANK) y llegó a expandirse de manera considerable. Asumió como Ministro de Defensa varias veces, era el comandante de las Fuerzas Especiales del FANK, y adquirió una reputación entre observadores de EE. UU. como un oficial competente, así como un político capaz y no corrupto.
Después de que los estadounidenses y el presidente interino Saukam Khoy abandonaran Nom Pen el 12 de abril, siete miembros del Comité Supremo, al mando de General Sak Sutsakhan, asumió la autoridad en un gobierno al borde del colapso. Sutsakhan tomó el cargo de jefe de Estado y presidió el Consejo de Gobierno que intentó negociar un alto al fuego condicional con los Jemeres rojos, que rodeaban la ciudad de Nom Pen. Sutsakhan permaneció en la capital hasta que los guerrilleros comunistas ingresaron el 17 de abril, huyendo en el último helicóptero que quedaba.
Sutsakhan estuvo casado y tuvo cuatro hijos.

## Exilio y el KPNLF
Sutsakhan se asentó en los Estados Unidos, y adquirió la ciudadanía norteamericana. Después de que los Jemeres rojos fueron expulsados por las fuerzas vietnamitas en 1979, el político Son Sann y el exgeneral de las FANK Dien Del instalaron el Frente de Liberación Nacional del Pueblo Jemer (KPNLF), un no-movimiento comunista y en gran parte republicano dedicado a expulsar el régimen instalado por los vietnamitas (la República Popular de Kampuchea). El KPNLF era inicialmente una coalición de varios grupos dispares de ''resistencia'' e incluso grupos de semi-bandidos establecidos en los campos de refugiados a lo largo de la frontera entre Camboya y Tailandia; sin embargo, el reclutamiento de Sutsakhan, quién llegó desde los EE. UU. en 1981, ayudó a prestar considedable legitimidad a la causa. Sutsakhan se convirtió en comandante del ala armada del KPNLF, las Fuerzas Armadas de Liberación Nacional del Pueblo Jemer (KPNLAF), e intentó imponer una estructura centralizada en sus facciones armadas.
En 1982, una alianza política formal, el Gobierno de Coalición de la Kampuchea Demócratica, estuvo formado entre el KPNLF, los realistas Funcinpec al mando del Sihanouk y las fuerzas restantes de los jemeres rojos. Después de 1985, Sutsakhan fue a reunirse con Son Sen de los Jemeres rojos y el príncipe Norodom Ranarridh, el hijo de Shihanouk, que lideraba el brazo armado del FUNCINPEC, las Armée Nationale Sihanoukiste (ANS), para organizar la cooperación militar entre los tres movimientos.
Durante 1985, Sutsakhan y Sann comenzaron a discrepar sobre la conducció de la guerra, especialmente en el asunto de cooperación con los realistas (ANS), el cual favorecía a Sutsakhan. El quiebre resultante en el KPNLF, dificultó las operaciones de sus fuerzas armadas: a pesar de algunos éxitos iniciales en el noroeste de Camboya, el KPNLAF fue destrozado por una ofensiva vietnamita entre 1984 y 1985 y se limitó en gran parte la guerra de guerrillas después de este punto.
Después de los Acuerdos de Paz en París de 1991, Sutsakhan fue a separarse de Son Sann y del KPNLF, y formó el Partido Liberal Democrático.
Falleció en Nom Pen en 1994.

## Publicaciones
En 1980, Sutsakhan publicó El República Jemer en la Guerra y el Colapso Final, el cual posee una importante fuente de información sobre la Guerra Civil camboyana. Está disponible en línea.